# Chiesa di Santa Fosca (Venezia, Torcello)
La chiesa di Santa Fosca è un edificio religioso dell'isola di Torcello, nella laguna di Venezia, parte del più ampio complesso della cattedrale di Santa Maria Assunta.

## Storia e struttura
L'edificio a pianta circolare, esempio dello stile veneto-bizantino, sorge appena discosto da quanto rimane della piazza dell'antica città e accanto alla basilica e ai resti dell'antico battistero. Una chiesa, già con l'attuale nome, risulta esistente nel sito nella prima metà del IX secolo: venne citata come oggetto di benefici concessi dall'imperatore Ludovico il Pio alla basilica di San Zeno di Verona. Attorno al Mille l'edificio fu forse coinvolto nella campagna edilizia voluta dal vescovo torcellano Orso Orseolo per la ricostruzione dell'intero complesso della cattedrale.
Nel 1011 un nuovo riferimento documentale, relativo alla chiesa, cita un lascito testamentario in favore della stessa da parte di due sorelle, Bona e Fortunata. Dell'originario aspetto dell'edificio non abbiamo notizie, ma ne conosciamo le funzioni di reliquiario nel contesto del complesso religioso torcellano, sul modello paleocristiano di chiesa-battistero-martyrion, diffuso nei territori dell'esarcato bizantino. I legami con la chiesa veronese testimoniano, poi, una particolare condizione di autonomia ed importanza rispetto all'attigua chiesa madre della diocesi torcellana.
L'edificio assunse l'aspetto attuale attorno al XII secolo, quando venne riedificato per accogliere le reliquie delle martiri Fosca e Maura, giunte da Sabratha, in Africa.
All'esterno l'edificio è circondato da un portico, che lo circonda su cinque lati. Gli archi sono retti da colonne a piede rialzato ed eleganti capitelli bizantini. L'interno è a croce greca, a tre navate con absidi. Il tutto è sovrastato da cupola circolare, mentre i motivi decorativi risentono dell'influenza bizantina d'età comnena.

## Galleria d'immagini

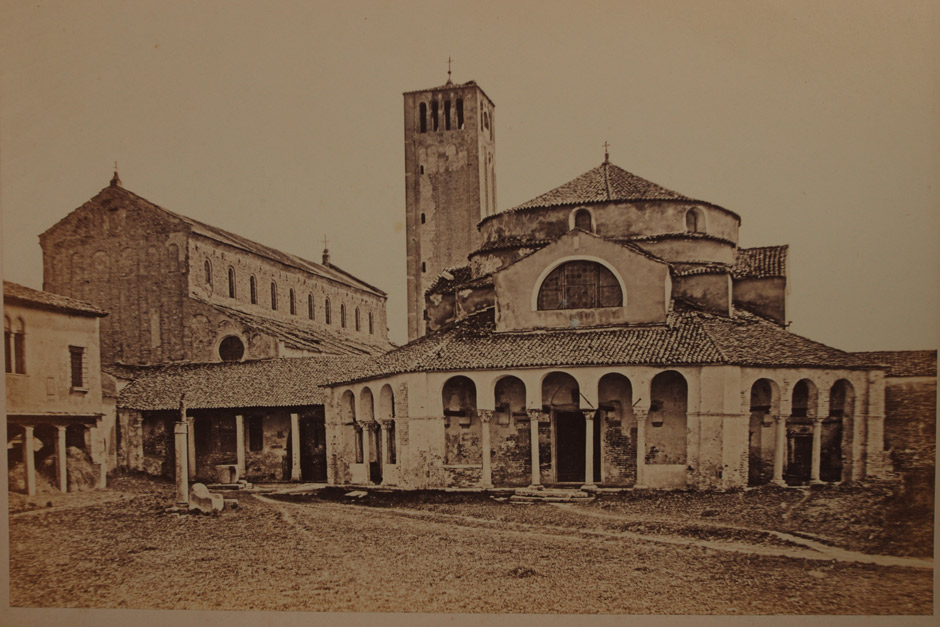
La chiesa negli anni 1850
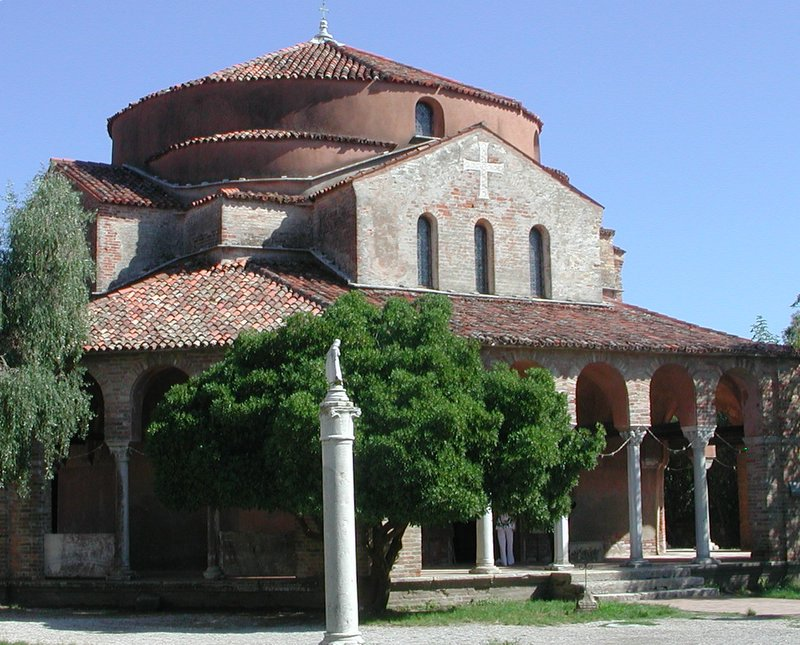
Facciata
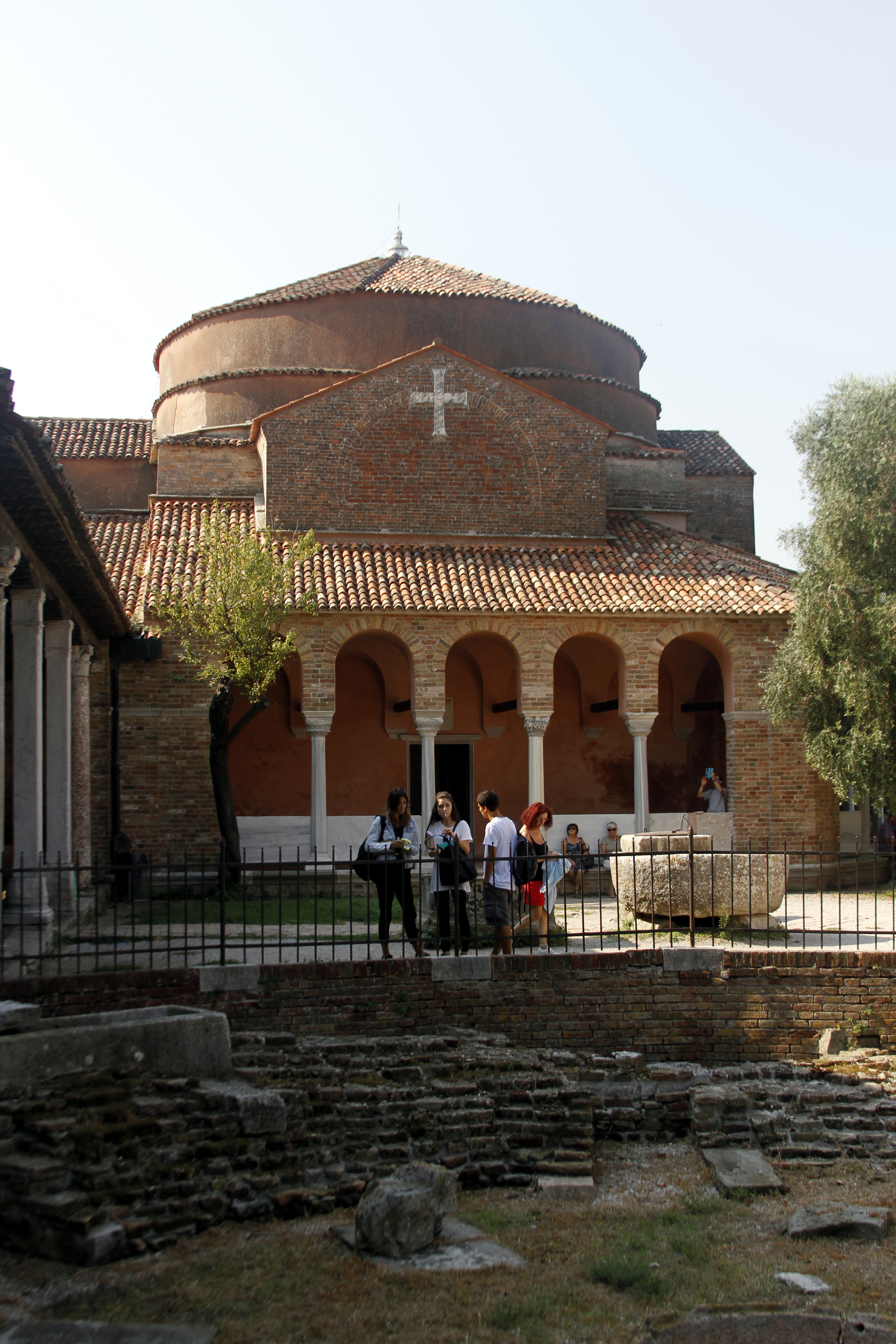
Facciata laterale
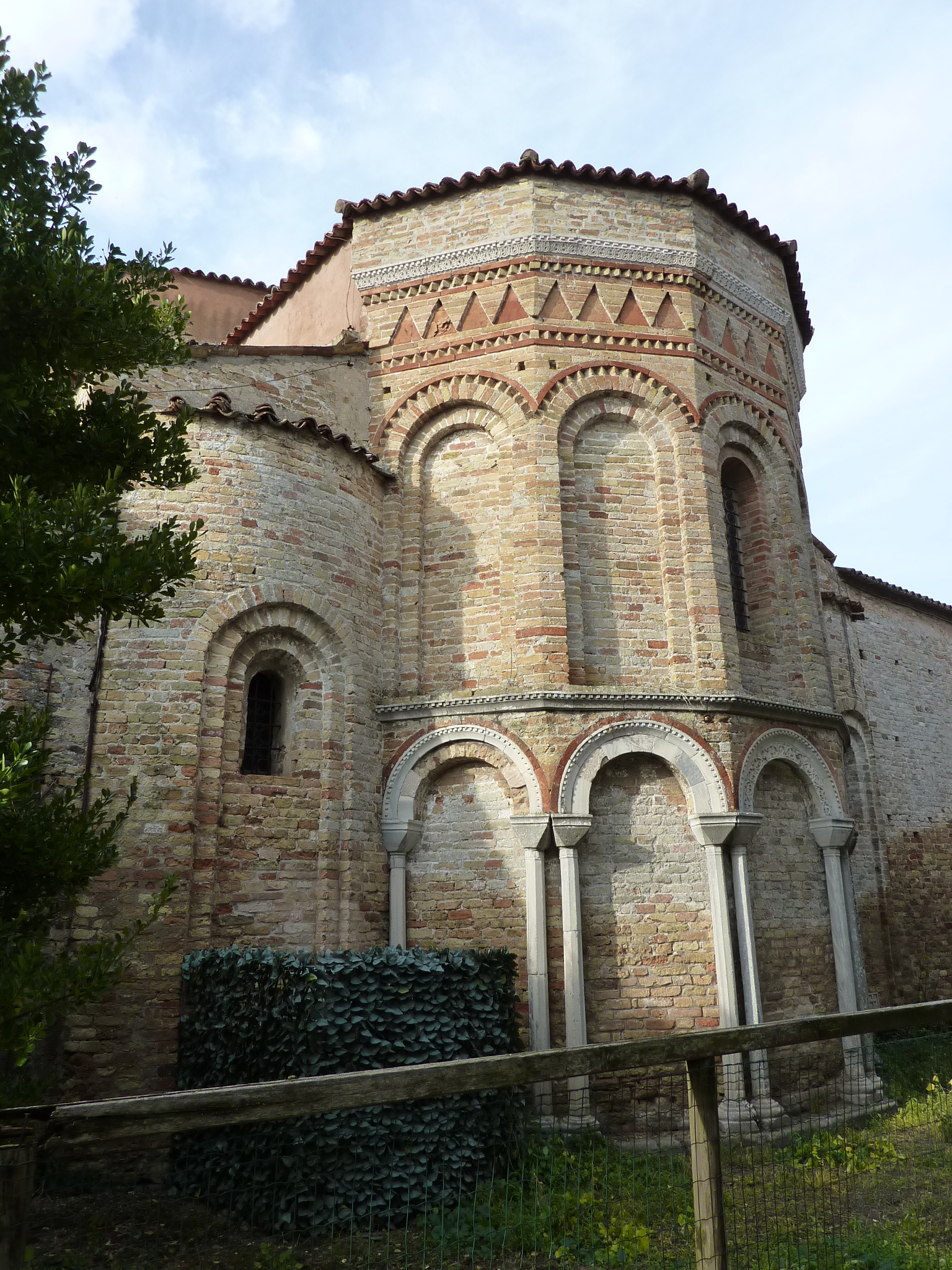
Absidi
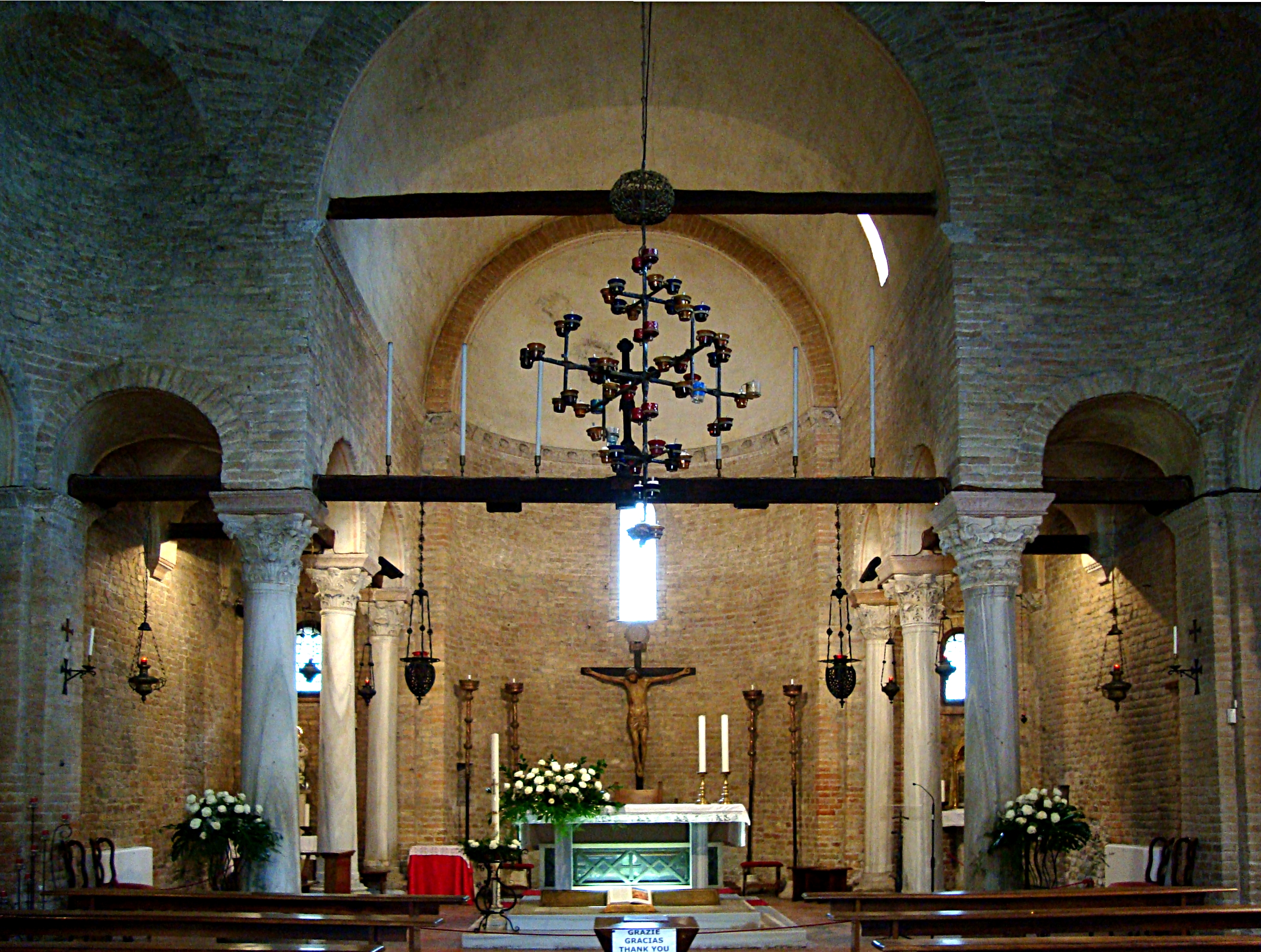
Interno